# Lane kluski
Lane kluski (lane ciasto) – rodzaj klusek przygotowanych poprzez wlewanie surowego ciasta do gotującego się płynu. Może to być woda, mleko lub zupa, w której będą podane. Składniki wchodzące w skład ciasta na lane kluski to: jajka, mąka, woda i sól do smaku.
Wszystkie składniki miesza się, ubijając. Konsystencja uzyskanej masy powinna być na tyle rzadka, by możliwe było wylewanie jej z naczynia (lub łyżki) z dzióbkiem. Tak przygotowane ciasto wlewa się powoli, cienkim strumieniem do gotującego się płynu.
W kuchni polskiej, lane kluski zwykle stanowią dodatek do zup takich jak zupa mleczna (tzw. lane kluski na mleku), pomidorowa lub rosół.